# Huoshan
Huoshan, tidigare romaniserat Hwoshan, är ett härad i staden Lu'an i provinsen Anhui i östra Kina.
Huoshan är indelat i 13 köpingar, tre socknar och en administrativ enhet på sockennivå.
Köpingar (zhen):

- Dahuaping (大化坪镇)
- Danjiamiao (但家庙镇)
- Danlongsi (单龙寺镇)
- Foziling (佛子岭镇)
- Heishidu (黑石渡镇)
- Hengshan (衡山镇)
- Luo'erling (落儿岭镇)
- Manshuihe (漫水河镇)
- Mozitan (磨子潭镇)
- Shangtushi (上土市镇)
- Xiafuqiao (下符桥镇)
- Yu'erjie (与儿街镇)
- Zhufo'an (诸佛庵镇)

Socknar (xiang):

- Dongxixi (东西溪乡)
- Taipingfan (太平畈乡)
- Taiyang (太阳乡)

Område på sockennivå:
- Jingji Kaifaqu ekonomisk utvecklingszon (经济开发区)